# Happy Live Show Up!
《Happy Live Show Up!》是日本遊戲品牌FAVORITE製作並於2021年5月28日所發售戀愛冒險類型的成人遊戲，Syawase Works与Seikei Production代理发行的简体中文版于2023年3月10日在Steam发售。2023年6月30日，收錄该作品各女主角續集故事的Fan disc《Happy Live Show Up Encore!!》（ハッピーライヴ ショウアップ アンコール！！）發售。

## 遊戲系統
《Happy Live Show Up!》採取戀愛冒險的遊玩方式，玩家所扮演的是本作的男主角晓斗·雪原。玩家在遊玩時基本上都需閱覽屏幕上所顯示的文本和聆聽對話，用以了解故事情節和人物之間的對話。聲音和文字會與人物立繪和背景圖片，或是代替前者的CG一同出現，以表示晓斗跟誰對話。
本作擁有多條劇情分支路線，每條路線的结局皆有所不同。玩家的選擇最終會影響進入哪條路線从而影響结局，这需要玩家在某些預設的段落中須選擇行為選項，對話框的下一段文本在做出選擇前並不能夠顯示。玩家必須反覆載入選項頁面並選擇不同的選項，才能夠觀覽存於不同路線的劇情。全部线路通过后，在游戏标题界面点击开始新游戏，将可以选择进入共通路线还是分支路线。

## 剧情
本作的男主角晓斗·雪原是一名前魔法使，因为无法忍受人生被父母安排，从而选择离家出走。和他一同学习魔法的雅·朝日奈想挽留他，但被他无视了。故事开始时他居住于罗刹国城市莱卡斯克。在晓斗就读于莱卡斯克学园普通系2年级第三个学期末的上学路上，他遇见了正在安慰因为与父母分开而哭泣孩子的女生索菲亚·图里纳，并使用魔法安慰了这名孩子。在孩子母亲找到孩子并离开后，不久前发现自己魔法能力的索菲亚询问晓斗能否教授她魔法，晓斗对此表示同意，不过还是希望索菲亚跟随专业的老师学习魔法，但莱卡斯克本地暂时没有适合她的魔法教师，两人在确认这一结果时垂头丧气。此时，两人之前在莱卡斯克公园认识的街头艺人露·昴上前询问他们，是否愿意和她一起参加网络电视台“哈啦秀”主办的街头才艺大赛。索菲亚对这个比赛很感兴趣，提出要在表演中负责魔法部分；晓斗则表示自己因故无法上台表演，不过会帮助索菲亚。
对要表演的内容进行了讨论后，晓斗带着索菲亚和露找到了他的好友让·香奈儿，请他为这个团队出谋划策。让·香奈儿从日本神话中获得灵感，为剧本设置了一个大致的框架，但只有两个人上台的团队不足以按照该框架完成表演。于是三人开始为团队扩充人员，他们招募到了莱卡斯克学园的艺术系小提琴演奏者卡莲提亚·威廉贝尔、艺术系芭蕾舞者克拉丽丝·克罗亚和戏剧部部长佩奇卡·莫妮卡。协调各表演者意见的剧本定稿版本讲述了一个“太阳突然消失，一位见习神明想要制造一个新的太阳但能力不足，几位巫女为她献上祝福并成功”的故事，其中见习神明由索菲亚饰演，佩奇卡负责旁白，剩下的三名女成员扮演巫女，各自展现自己擅长的表演。大家在学园艺术系大楼的练习室中进行练习，向着登台表演的目标努力着；期间晓斗把团队的名字定为“暖呼呼”（ポカポカ）。
比赛当天，索菲亚因为紧张在台上没能控制好施放魔法的力度，这对于以消耗体力来施放魔法的魔法使来说是一种危险的行为，更何况她一周前因为过度练习魔法在医院接受过治疗。在团队中负责幕后工作的晓斗不得不上台和索菲亚一起施放魔法，补救节奏已经被打乱的团队演出，演出结束后他和索菲亚昏迷了过去，在医院接受了几天治疗。暖呼呼在街头才艺大赛预赛的最终排名为第二，按照名次无缘决赛；但评委们考虑到他们表演收获的热度很高，为他们颁发了“审查员特别赏”，于是他们获得了前往罗刹国首都格兰格勒，参与两个月后举行的街头才艺大赛决赛的资格。一个多月后，晓斗一行乘坐火车，踏上了前往格兰格勒的旅途。

## 登场角色

### 主要角色
晓斗·雪原
本作的男主角。在5岁时因为自己的魔法才能被发掘而被父母带离日本，来到罗刹接受严格的训练。最终因为自己无法忍受人生被父母安排而离家出走，来到了莱卡斯克学园就读，过着普通人的生活。
索菲亚·图里纳
莱卡斯克学园普通系2年级学生，对日本的ACG文化有着浓厚兴趣。在与晓斗相遇前不久，发现了自己本应在儿时被发掘的魔法才能，希望以此改变自己的自卑。
卡莲提亚·威廉贝尔（聲優：泽田夏）
莱卡斯克学园艺术系2年级学生，出生于旧贵族家庭。从小便开始练习小提琴演奏，取得了多个全国大奖。在与晓斗相遇前对自己的人生目标产生了怀疑，陷入了事业的低迷期。因为幼年母亲去世，卡莲提亚试图通过小提琴演奏来安慰父亲，立志成为母亲那样的演奏家。
露·昴
莱卡斯克学园普通系1年级学生。父母都是契丹裔。由于她多才多艺，空闲时常常在莱卡斯克公园进行街头杂技表演，收获了不少粉丝。因为智力障碍，她不擅长学习与思考，以及向别人表达自己的想法。
克拉丽丝·克罗亚
莱卡斯克学园艺术系1年级学生，以芭蕾舞特长生的身份进入学园就读。将芭蕾舞作为自己人生唯一的目标。因为幼年目睹她父亲对母亲的家庭暴力，克拉丽丝得了男性恐惧症，与晓斗相识后希望他帮助自己克服这一症状。
佩奇卡·莫妮卡（聲優：井伊香織）
莱卡斯克学园普通系3年级学生，戏剧部部长，因为自己的坏脾气导致社团成员全部退出。虽然不擅长前台表演工作，但在缝纫和后台准备工作上得心应手。
雅·朝日奈（聲優：夏和小）
出生于日本的名门望族。因为崇拜晓斗的父母而来到罗刹，和晓斗共同学习了两年魔法。她在罗刹掌握不好罗刹语言，日常活动时依然习惯穿和服。

### 其他角色
让·香奈儿（聲優：プリン慎二）
莱卡斯克学园普通系2年级学生，来自法兰的留学生，晓斗·雪原的朋友。他为暖呼呼团队做出了许多贡献，例如剧本框架和预订团队前往格兰格勒参加决赛的车票。
玛莉妲（聲優：相叶茉美）
莱卡斯克医院的内科医师，尝试用科学的观点研究魔法，是晓斗·雪原和索菲亚·图里纳在医院期间的主治医师。
百合子老师（聲優：石川乃奈）
职业魔法使，担任过晓斗·雪原和雅·朝日奈的魔法教师，对两人的要求很是严厉。她在晓斗决定退出魔法界后依然关心着他的生活，也关心着初学魔法的索菲亚。
马克（聲優：越多静夜）
街头才艺大赛主办方网络电视台“哈啦秀”的负责人，为暖呼呼参与大赛提供了许多便利。

## 主题歌
Happy Live Show Up!
- 第一主题曲 MAGICAL∞SHOWTIME!![9]
  - 演唱：鈴湯、山本美禰子
  - 作詞：山本美禰子，作曲、編曲：矢野達也
  - 贝斯、铃鼓演奏：矢野達也
- 第二主题曲 SPARKLE JOURNEY[10]
  - 演唱：木须实怜花
  - 作詞：山本美禰子，作曲、編曲：矢野達也、小高光太郎
  - 鼓手：RYOTA， 贝斯演奏：土井達也(HANO)，吉他演奏：矢野達也
- 结尾曲 [10]
  - 演唱：木须实怜花
  - 作詞：山本美禰子，作曲、編曲：小泉孝輔
  - 吉他演奏：小泉孝輔，小提琴演奏：保科由貴
- 插曲 [10]
  - 演唱：山本美禰子
  - 作詞：山本美禰子，作曲、編曲：小泉孝輔
  - 小提琴演奏：保科由貴

Happy Live Show Up Encore!!
- 主题曲 [11]
  - 演唱：铃汤、山本美祢子
  - 作詞：山本美禰子
  - 作曲、編曲：矢野達也

## 制作
《Happy Live Show Up!》的监督自FAVORITE的第一部作品开始便担任FAVORITE每一部作品的监督，并决定这些作品的标题。从2016年下半年开始，开始为本作思考大致的框架，他编写出来的方案大约有100份，并最终选择了这个关键词为“live”和标题缩写为的方案。从FAVORITE设定中存在魔法的第二部作品获得灵感，在考虑到时代的变迁后，构造了一个魔法曾经被用于冲突与战争，现在主要用于表演，并与科技共存的虚构世界，游戏的主要舞台被设定为俄罗斯风格浓厚的虚构国家“罗刹”。原本游戏设定的女主角总共有五名，一名工作人员以“扩张作品的世界”为理由，提出增加一名日式风格的女主角的想法并被采纳，于是雅·朝日奈成为了这名新增的女主角。
在挑选制作《Happy Live Show Up!》的工作人员时，认为主要在个人电脑上发行的美少女游戏形式已经发生了很大的变化，因此需要和新一代创作者合作，推出次世代FAVORITE的作品。在思考本作的画师人选时偶然间看到了的作品，认为他“很适合担任本作的画师”。为本作画出的原稿即使经过了几轮按照相关讨论的修改，相比初版也没有多少改动，FAVORITE所属画师和都认为他的工作完成得“又快又好”；另一名画师ミズタマ则为本作绘制角色形象风格为Q版的原画。本作的编剧高山大河在2016年与相识，在确定游戏制作方案后，两人花了一年时间编写故事的原案。本作的配乐依然由为玩家熟知的FAVORITE员工忍负责，不过音乐风格与FAVORITE之前的作品相比有所不同。
《Happy Live Show Up!》发售后，FAVORITE收到了部分玩家关于雅·朝日奈线路过短的负面评价，高山大河与交流后决定为雅编写一个发生在个人路线结束后的故事，这个故事成为了本作Fan Disc《Happy Live Show Up Encore!!》的主要内容。

## 发行
FAVORITE于2020年12月24日公开了《Happy Live Show Up!》的官方网站，25日开始游戏盒装版的预约，进行预约的玩家可以获得一份游戏角色索菲亚·图里纳的复制色纸，早期进行预约的玩家可以额外获得一张A4规格的角色集合卡，上面附有游戏画师的签名和留言。游戏原计划于2021年4月30日发行，但因为疫情的影响延迟至5月28日。盒装正式版此后如期在5月28日发售，购买盒装正式版的玩家可以额外获得一份印象专辑。DMM在6月18日推出了本作的付费下载版；后续也推出了本作的付费浏览器版，供玩家在安装了Windows、macOS、Android和iOS操作系统设备的浏览器上游玩。
2022年7月29日，Syawase Works在视频网站bilibili公布了带有中文字幕的《Happy Live Show Up!》第一个开场动画视频，宣布与Seikei Production共同代理发行本作的简体中文版。Syawase Works于2023年1月19日至2月28日在众筹网站摩点发起众筹，参与众筹的玩家可以按照不同的价位，支付不同的众筹金额获得游戏本体在Steam的兑换码和不同的游戏周边产品。2月17日，Syawase Works宣布本作众筹金额达30万人民币将开启FAVORITE另一作品《樱花萌放 -as the Night's, Reincarnation-》的众筹，最终该目标并未达成。本作的简体中文付费下载版2023年3月10日在Steam发售。
2023年3月30日，FAVORITE公开了本作Fan Disc《Happy Live Show Up Encore!!》的官方网站，游戏的实体版和下载版于6月30日同步发售。

## 评价
《Happy Live Show Up!》在開售後登上了各大平台的美少女遊戲銷量排行榜——它在雜誌《BugBug》、雜誌《Megastore》、日本ACG相关商品销售网站Getchu屋首次登上排行榜時分別奪得首位、第2位、第3位，它在Getchu屋亦被票選為當月第3佳的美少女遊戲。《BugBug》評價該作得到玩家好評之餘，音樂質量也維持FAVORITE過往的水準。《Megastore》則認為，製作團隊在該作保留了他們特色的同時，又加入了新元素。
在Getchu屋举办的2021年美少女游戏大赏中，《Happy Live Show Up!》获得綜合部門第2位、劇本部門第4位、CG部門第2位、音樂部門第1位、视频部门第3位，卡莲提亚·威廉贝尔和克拉丽丝·克罗亚分别获得角色部门的第2位和第5位。它在2021年度萌系游戏大赏亦夺得由大眾选出的“剧情奖”和“配乐奖”年度银奖。

## 外部連結
- Happy Live, Show Up!官方網站 （页面存档备份，存于） （日語）
- Happy Live, Show Up Encore!!官方網站 （页面存档备份，存于） （日語）
- 《Happy Live Show Up!》在視覺小說數據庫的頁面 （英文）